# Emil Jellinek
Emil Jellinek, conegut des de 1903 com Emil Jellinek-Mercedes, (6 d'abril de 1853 – 21 de gener de 1918) va ser un empresari europeu acabalat que va estar regint la Daimler-Motoren-Gesellschaft (DMG) entre 1900 i 1909. Va utilitzar el motor dissenyat per Wilhelm Maybach i Gottlieb Daimler per al primer aujtomòbil modern. Jellinek va donar nom a aquest motor pel nom de la seva filla, Mercedes Jellinek. El model Mercedes 35hp més tard va contribuir al de la marca comercial des de 1926, Mercedes-Benz, quan DMG i Benz & Cie. es van fusionar. Jellinek va viure a Viena, Àustria però més tard es va trassladar a Niça en la Riviera francesa, on ell va ser consol general d'Àustria-Hongria.

## Biografia
Jellinek nasqué a Leipzig, Alemanya, fill del Dr Adolf Jellinek (de vegades conegut com a Aaron Jellinek). El seu pare era un rabí jueu txec. Emil tenia dos germans: el lingüista Max Hermann Jellinek i el professor de Dret Georg Jellinek.
La família es traslladà aviat a Viena.
L'any 1872, ell es traslladà a França i posteriorment va ocupar llocs de diplomàtic al Nord d'Àfrica 

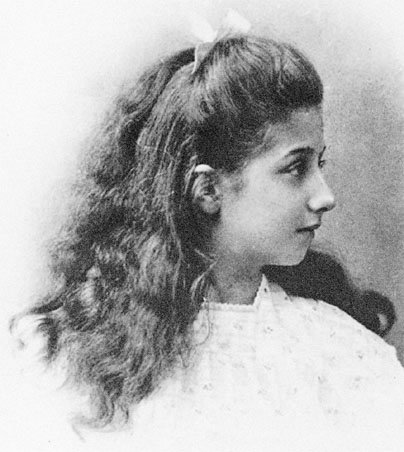
Mercedes Adrienne Manuela Ramona Jellinek

L'any 1884, Jellinek i la seva esposa i fills es traslladaren a Baden bei Wien, Àustria, allà, el 1889, va néixer la seva filla Mércédès Jellinek. El nom de Mercédès que significa favors el va acabar adoptant el mateix Emil, al'Legant que ell mateix es considerava superticiós com els antics Romans.
Va ser a Niça on Jellinek va quedar captivat pels automòbils i va comprar successivament els tricicles De Dion-Bouton i Léon-Bollée Voiturette i un cotxe motoritzat Benz.
Es va associar amb els empresaris d'automòbils francesos Leon Desjoyeaux i C. L. “Charley” Lehmann, from París. Va adquirir una gran mansió que ell va anomenar Villa Mercedes per a fer els negocis des dey 1897 i va vendre 140 cotxes i va començar a dir-ne Mercedes. Aquest negoci d'automòbils ja era més profitós que el negoci de les assegurances que l'ocupava.

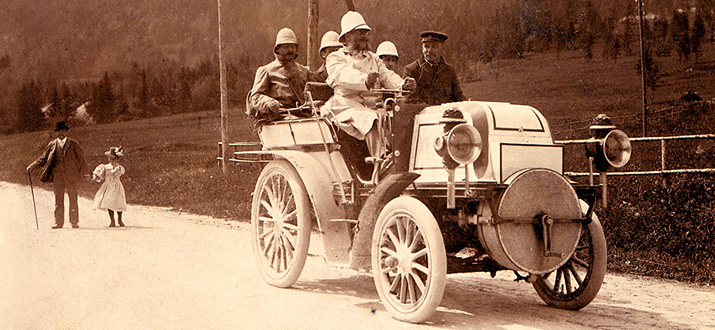
Emil Jellinek conduint el seu cotxe marca DMG-Phoenix

Una dècada després de la seva mort a Ginebra (1918), l'any 1926, DMG es va fusionar amb Benz per passar a ser la companyia Daimler-Benz amb els seus automòbils anomenats Mercedes-Benz. Actualment la companyia rep el nom de Daimler AG.